# 仰光–曼德勒高速公路
仰光-曼德勒高速公路是缅甸的一条收费高速公路，连接该国最大城市仰光和第二大城市曼德勒，全長587公里，於 2010 年 12 月通車，使仰光和曼德勒之间的交通時間從火车的 13 小时和旧公路的 16 小时缩短至 7 小时。    但其设计、施工和安全标准不符國際標準，通車以來事故頻傳。   

## 历史

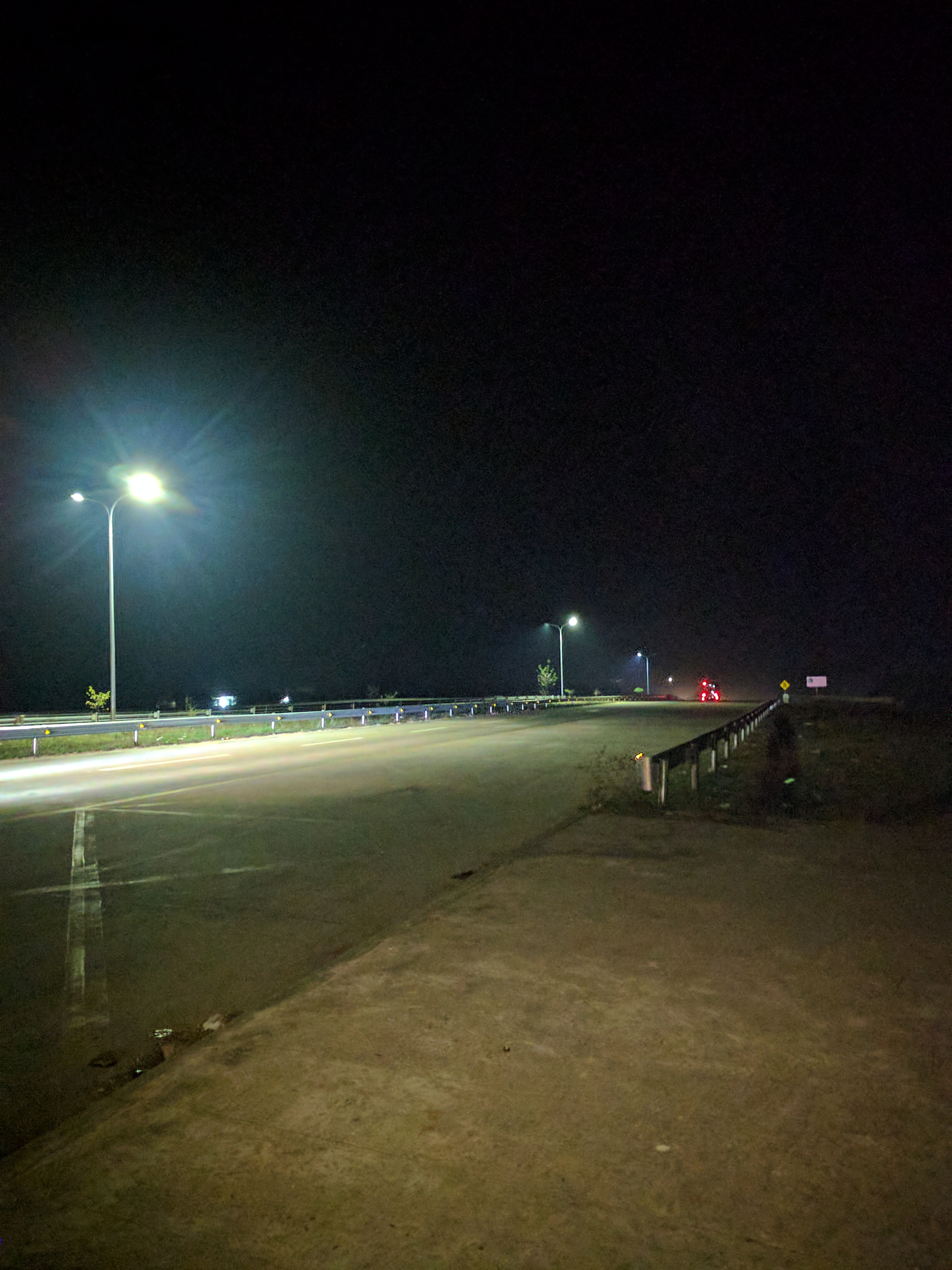
高速公路夜景

在缅甸两座最大城市之间修建高速公路的初步计划始於 1954 年。1959年，美国为该公路的「初步工程勘测」提供了财政和技术援助。财政援助高达75万美元。  1960 年调查完成后，缅甸政府认为成本太高而犹豫不决。  1961年，美国政府同意资助另一项方案，以探討較省錢的可能性。勘测工作于 1962 年初开始，但由于 1962 年 3 月联邦革命委员会发动军事政变而推迟，直至 12 月才完成。军政府最初同意了新的提议，并于 1963 年 3 月批准设计仰光至勃固路段。设计案于 1963 年 12 月准备就绪，但从未实施，成了美国和缅甸政府关系恶化的牺牲品。 
計畫的道路路线位于旧仰光-曼德勒公路与勃固山脉之间。勃固山脉是缅甸共产党的重要戰略據點。 1973 年共产党被逐出该地区，政府规划修建高速公路，從日本獲得一座位於广仁的水泥工廠，作為建設高速公路的發展援助。然而新工廠生產的水泥必須出口，且由於缺乏外匯，高速公路建設最終被取消。 
8888民主運動后，新军事政权提升了對於私营部门和基础设施的重視。国家和私营企業建造了新的水泥厂和钢铁生产设施。政府向泰国出口天然气以取得外匯。這條公路終於在 2005 年 10 月开工，2010 年 12 月 29 日全线正式通车。   

## 興建阶段
该高速公路由緬甸建设部和国防部军事工程局共同興建。   

### 仰光–内比都
- 興建时间：2005年10月-2009年3月
- 通車日期：2009年3月25日
- 長度： 325公里
- 長度超過60公尺的橋梁：40座

### 内比都—曼德勒
- 興建时间：2007年-2010年12月
- 通車日期：2010年3月29日
- 长度： 240公里
- 長度超過60公尺的橋梁：32座

### 曼德勒（萨嘎因）—曼德勒（达昆代）
- 興建时间：2010年-2011年12月
- 通車日期：2011年12月30日
- 长度： 21.7公里

## 规格

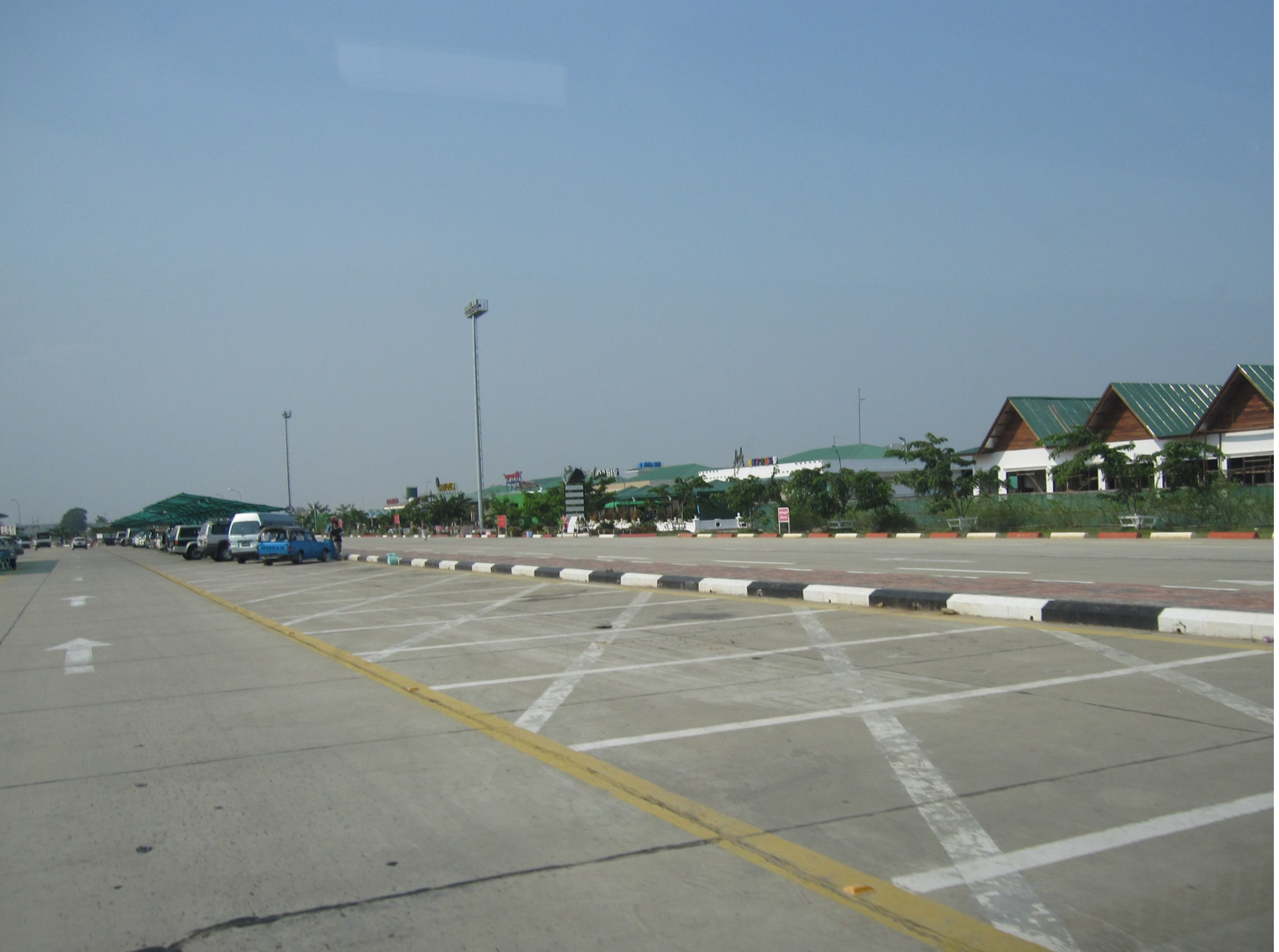
休息区位于115 mi交界处

採用雙層混凝土路面，下層寬8.2公尺，厚度15公分，上層寬7.6公尺，30公分厚；道路設計能承重80噸。 雙向的車道寬度各為7.6公尺，中間以寬達9.1公尺的分隔島隔開。共有 842 个箱涵、1396 座桥梁和 116 条地下道。限速为100公里。 

### 通行费

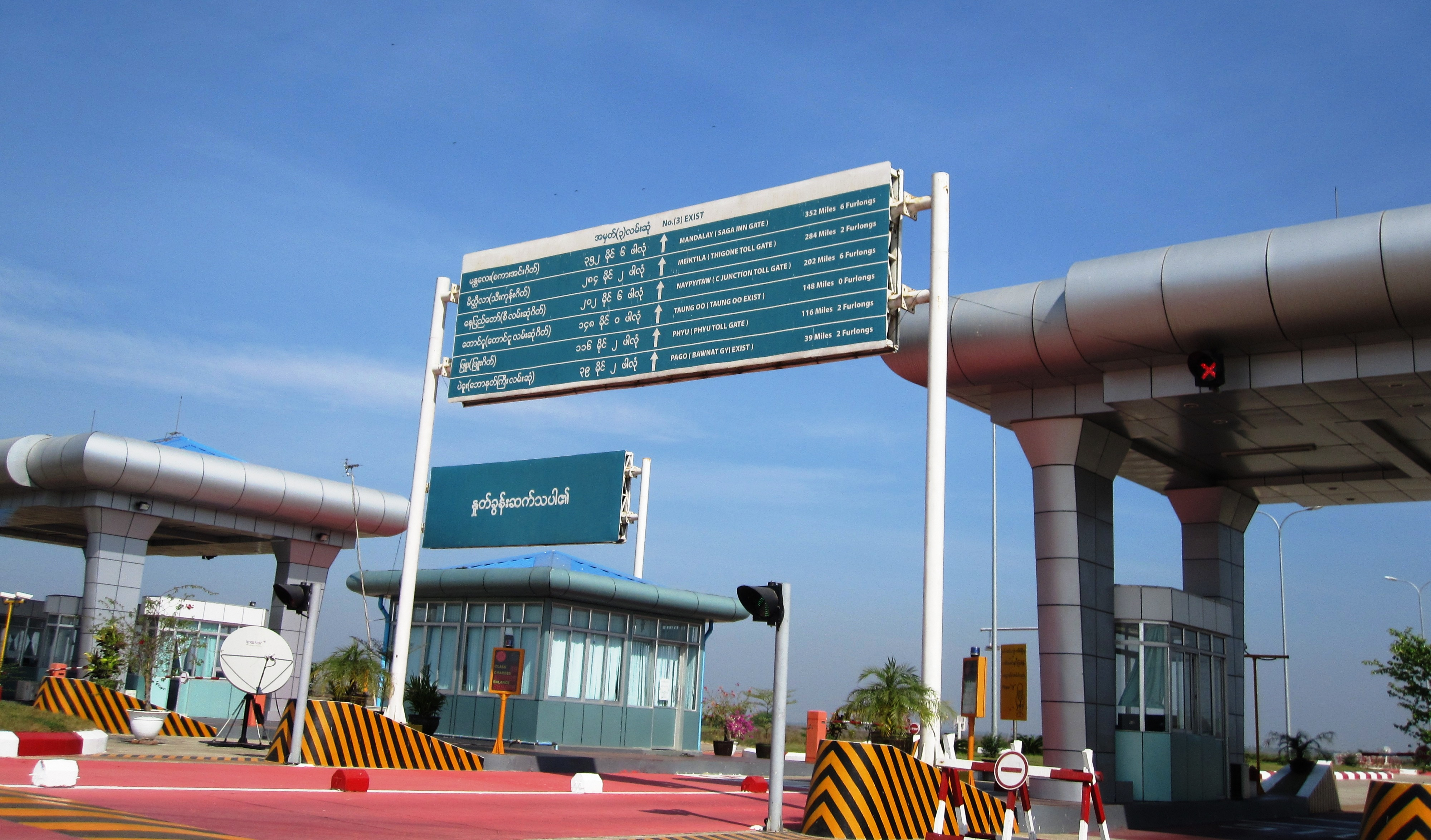
内比都收费站

设有5个收费站，分别位于仰光、彪、内比都、密铁拉和曼德勒。仰光和曼德勒之间的通行费由汽车 4,500 缅元至巴士 22,500 缅元；卡车不允许行駛於此高速公路。 

## 道路標準問題

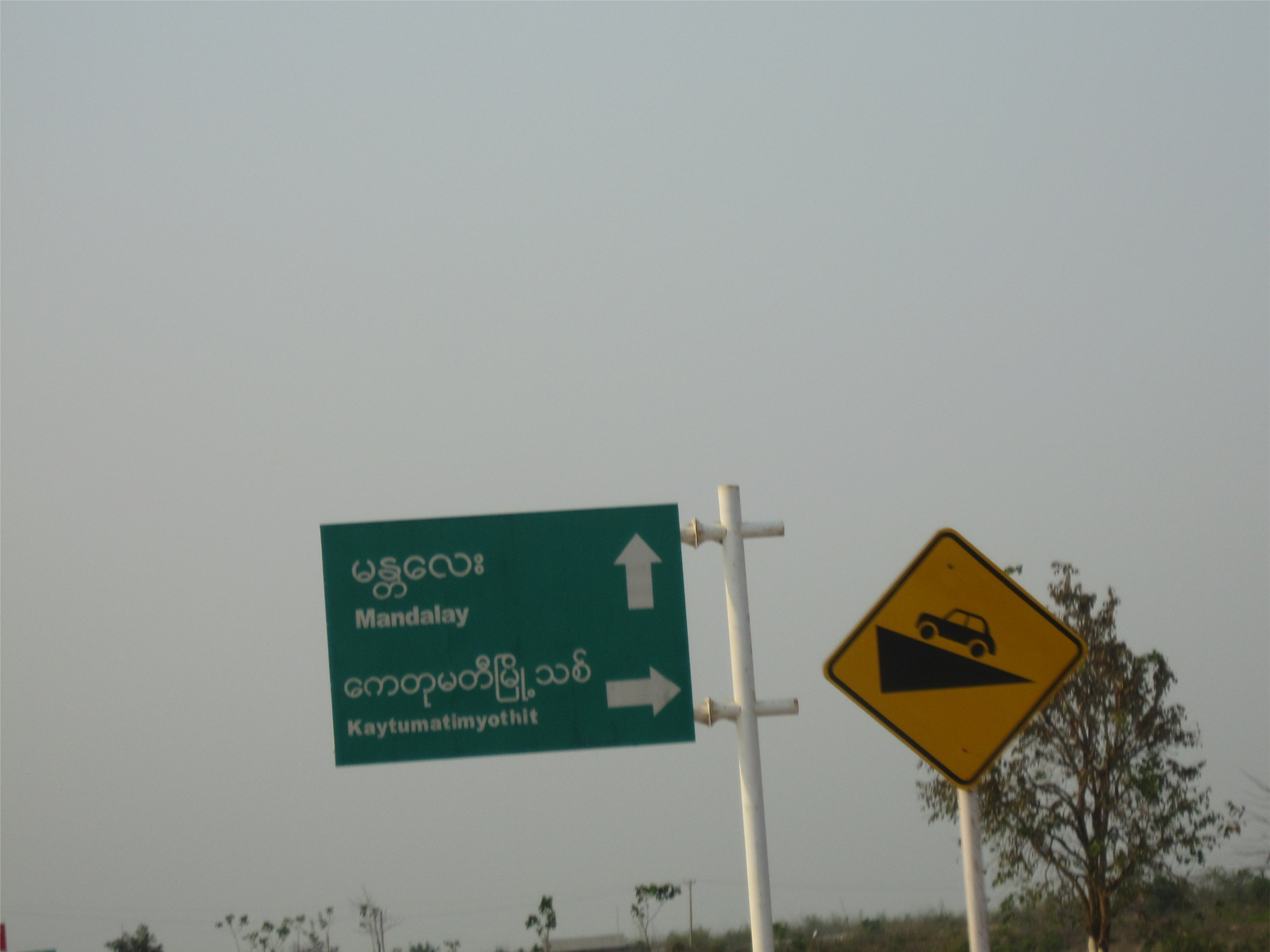
高速公路沿线的交通标志

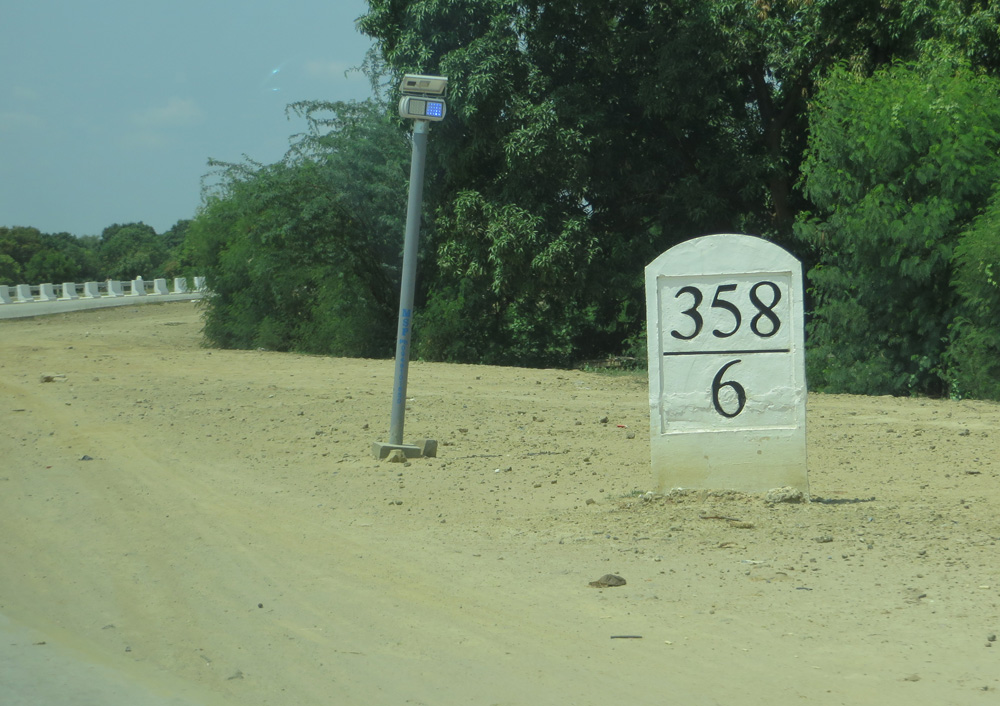
里程碑采用英里、弗隆（八分之一英里）的单位

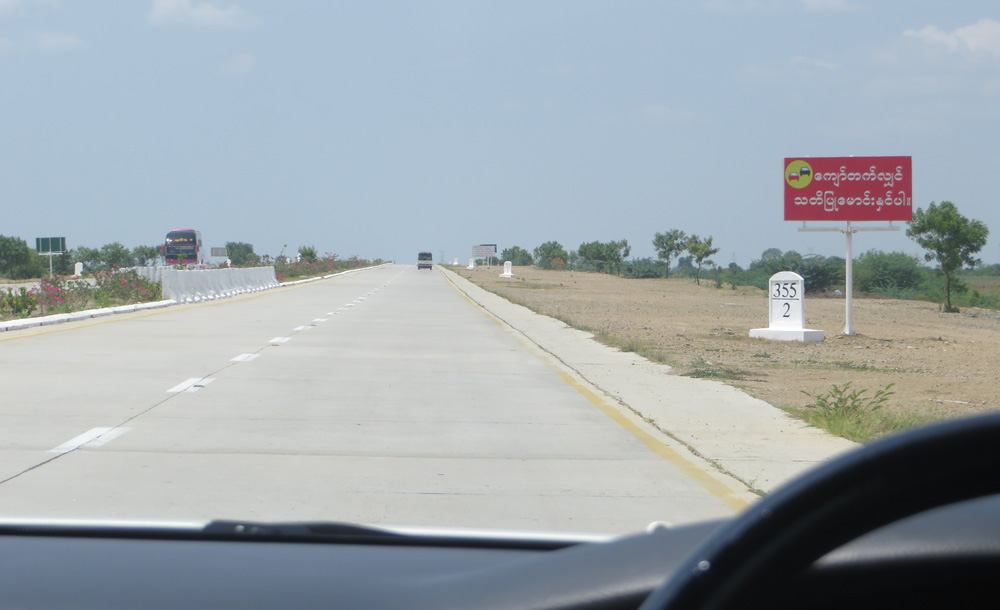
曼德勒以南里程碑 355-2

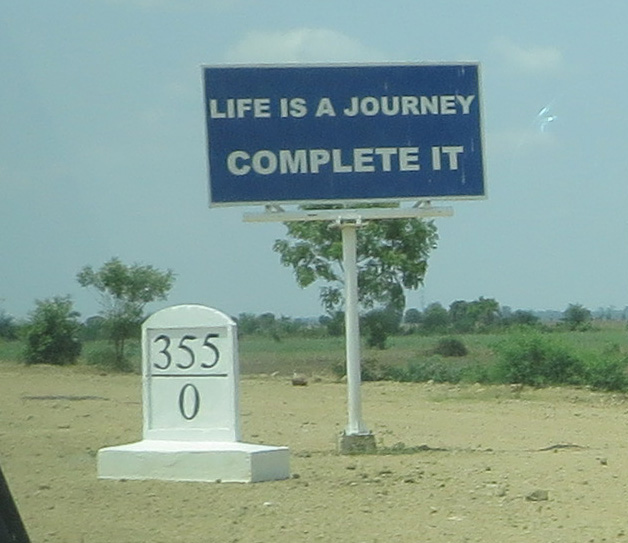
曼德勒以南 355 英里处的道路安全告示牌

此高速公路交通標誌不符合国际标准。彎道處的路面並未見有適當的傾斜度，車輛過彎時更加危險。据流亡政府经营的通讯社报道，這類問題可能導致彎道發生多起事故。延伸興建高速公路時，出口处未设置減速跳動路面，也发生了很多事故。一些新闻媒體將其称为「死亡公路」。根据警方记录，超速是事故的主要原因。其他原因包括车辆問題、路面状况和驾驶疏忽。      
休息区、警察局和加油站也不符合国际标准。许多驾驶员缺乏在高速公路上的驾驶经验，並對於此公路的相關規定缺乏了解。       

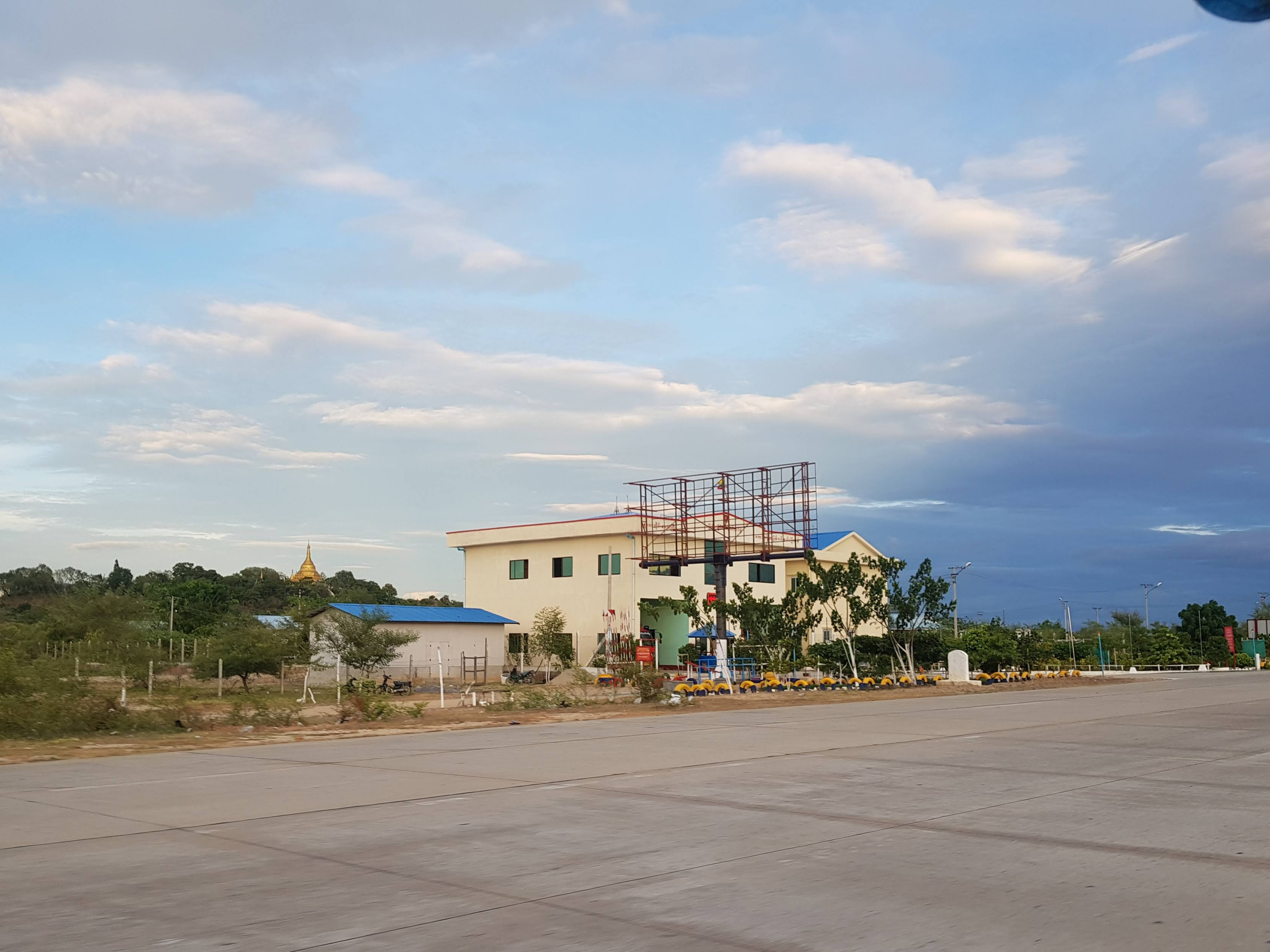
曼德勒附近的高速公路消防局

## 改善計畫
2014 年，由于高速公路事故頻傳，政府计划拓宽道路。  政府已请求美国国际开发署、日本国际协力机构和韩国国际协力团的援助，对这条公路进行升級将其拓宽至八车道。    